# Plantago litorea
Plantago litorea là một loài thực vật có hoa trong họ Mã đề. Loài này được Phil. miêu tả khoa học đầu tiên năm 1860.